# 伊西亞
伊西亞是西非國家科特迪瓦的城鎮，由上薩桑德拉區負責管轄，位於該國西南部，毗鄰城鎮有辛夫拉、達洛亞、蘇布雷和加尼奧阿，2010年人口估計60,508。